# Spathantheum
Spathantheum N.E.Br.  – rodzaj geofitów ryzomowych, należący do rodziny obrazkowatych, liczący 2 gatunki: Spathantheum fallax Hett., P.L. Ibisch & E.G. Gonc., endemiczny dla Boliwii, zasiedlający podszyt wilgotnych, wiecznie zielonych, górskich lasów mglistych, i Spathantheum orbignyanum Schott, endemiczny dla Boliwii, Peru i północnej Argentyny, zasiedlający suche kotliny w Andach. Nazwa naukowa pochodzi od greckich słów σπάθη (spathe – szabla, w bot. także pochwa kwiatostanu) i άνθος (anthos, flos – kwiat) i odnosi się do budowy kwiatostanu, w którym kolba całkowicie przyrasta do pochwy

## Morfologia
PokrójŚredniej wielkości rośliny naziemne.
ŁodygaPodziemna bulwa pędowa, o grubości 7–8 cm (S. orbignyanum).
LiścieRośliny tworzą pojedynczy liść właściwy na ogonku, o długości 20–30 cm (S. orbignyanum), tworzącym bardzo krótką pochwę. Blaszka liściowa u młodych liści w kształcie jajowato-sercowatym; u dorosłych pierzastodzielna o wymiarach 25×20 cm (S. orbignyanum).
KwiatyRośliny jednopienne, tworzące od 1 do 2 kwiatostanów typu kolbiastego pseudancjum. Szypułka o długości 30–40 cm (S. orbignyanum). Pochwa kwiatostanu podłużno-eliptyczna, nie zwężona, o długości 8–9 cm i szerokości 2,5–3 cm (S. orbignyanum). Kolba całkowicie przyrastająca do pochwy. Najniżej położony fragment kwiatów żeńskich oddzielony jest od położonych powyżej kwiatów męskich paskiem zmieszanych kwiatów obu płci, bądź też oba fragmenty przylegają do siebie. Kwiaty męskie tworzące 6-8-pręcikowe synandrium o długości 7–8 mm, z poziomymi pylnikami. Zalążnie 5-8-komorowe, zawierające anatropowe zalążki, położone centralnie. Znamiona słupka gwiaździste, 5-8-kątne.
OwocePięcio- do ośmionasienne jagody. Łupina nasienna gładka do lekko pomarszczonej.
GenetykaLiczba chromosomów 2n = 34.
Gatunki podobneRośliny z rodzaju Spathicarpa, od których różnią się wielokomorowymi zalążniami, a także Croatiella, od których różnią się kolbą przyrośniętą do pochwy kwiatostanu.

## Systematyka
Rodzaj należy do plemienia Spathicarpeae, podrodziny Aroideae z rodziny obrazkowatych.